# ريم النمر
ريم النمر (1952-) هي كاتبة وسياسية فلسطينية، ولدت في نابلس لعائلة نابلسية عريقة، ساهمت في تأسيس الجبهة الشعبية الثورية. وهي ابنة عمة طاهر المصري رئيس وزراء أردني سابق. صدر لها كتاب بالإنجليزية بعنوان «لعنة سفينة اكيلي لاورو، قصة أبو العباس» عن دار كيون الأمريكية للنشر، ومذكرات بعنوان «امرأة من فلسطين- متاهة حروب وجبهات» الصادر عن دار الريس للنشر في بيروت
ويشار أن زوجها هو الزعيم السياسي الملقب أبو العباس (10 ديسمبر 1948 – 8 مارس 2004). ووالدها هو رجل الأعمال والسياسي رفعت النمر (أبو رامي؛ 1918 - 2007).

## سيرتها
ولدت ريم رفعت النمر في نابلس، درست في كلية فيكتوريا في مدينة الإسكندرية، ثم انتقلت مع عائلتها إلى بيروت وعاشت حياة مترفة في رأس بيروت، ففي السادسة عشرة من عمرها اشترى لها والدها سيارة ماركة "ألفا روميو"، سيارة سباق فارهة مفتوحة السقف ولم يكن في بيروت إلا اثنتان مثل سيارتها، واحدة يملكها ابن كامل الأسعد، رئيس مجلس النواب اللبناني آنذاك، والثانية يملكها وليد كمال جنبلاط. وفي عام 1970 انضمت لحركة فتح لمدة عام ثم التحقت بالجبهة الشعبية لتحرير فلسطين والتي كان يترأسها جورج حبش، وبعد عدة سنوات انفصلت عن الجبهة وأسست الجبهة الشعبية الثورية مع مجموعة رفاق عام 1975 لمعاقبة الأنظمة التي لم تقف مع الثورة الفلسطينية وخططوا لنسف وزراة الدفاع السورية انتقاماً من الجيش السوري الذي كان يضيق على الثوار الفلسطينيين وعاشت حينها في حي الفاكهاني.
سافرت بعدها إلى القاهرة وانغمست في حراك طلبة جامعة القاهرة المعترضة على سياسة المفاوضات بين السادات والإحتلال الإسرائيلي أعقاب حرب أكتوبر، وعندما قررت المغادرة ألقت سلطات الأمن المصرية القبض عليها في مطار القاهرة، ولم تخرج إلا بتوسط ابنة خالتها "أم اللطف"، التي قال لها ضابط الأمن خذيها وقولي لها بألا تعود مطلقاً إلى مصر.
تزوجت من محمد شاب فقير من مخيم صور لشبهه الكبير بتشي جيفارا رغم رفض أسرتها لهذا الزواج فهربت معه إلى برلين الشرقية حتى هدأت الأوضاع قليلاً وعادت بعدها لتسكن في قانا جنوب بيروت.

## عملية السطو على البنك
لم يكن للجبهة الشعبية الثورية أي دخل مادي خاصة وأن منظمة التحرير لم تكن تعترف بهم، فقرروا السطو على بنك في صيدا، فوقفت ريم ببندقيتها تحرس علي الغضبان وهو يأخذ من مال البنك. وبسبب حملها في أشهرها الأخيرة لم يسمحوا لها الرفاق بالمشاركة في عملية تفجير جزء من مبنى وزارة الدفاع السورية. فحتفلت وزوجها بالعملية، وعليه أصدر حافظ الأسد مرسوماً باعتقال أي شخص له صلة بمنظمتهم، وخلال يوم واحد اختطفت المخابرات السورية علي الغضبان وأعدمته مع أربعة آخرين كلهم من طلبة الجامعات. أما الفتيات اللبنانيات اللواتي عرفن بأسمائهن الحركية لوسي ويمنى وليلى فقد أبعدهم القائد الفلسطيني أبو إياد عن أعين المخابرات السورية، لكن ريم وزوجها عُممت صورهما في الشوارع وعليها جملة مطلوب للعدالة ولم يتمكنوا من الحصول على أي مأوى من قبل عناصر المنظمة، فهربا من بيت لبيت مع طفلهم الصغير بمساعدة محام شيوعي لبناني.

## زواجها من أبو العباس
بعد عملية تفجير وزارة الدفاع والسطو على البنك اختبئت ريم وزوجها في بيروت، ثم هربا إلى سوريا بعد ترك طفلها عند أهل زوجها واختبؤا عند بدوي فلسطيني، تمكنا بعدها من الحصول على وثائق سفر عراقية مزورة وعاشوا في بغداد. فعملت هي وزوجها موظفا سنترال واستقبال في أحد الفنادق. تعرفت خلال عملها على أبو العباس الذي دًبر لهما جوازي سفر أصليين حيث سافرا إلى أبيدجان وعاشت عامين هناك حتى انفصلت عن زوجها وعادت إلى بيروت وطلبت السماح والغفران من والدها، وعقب الإحتلال الإسرائيلي لبيروت عام 1982 تزوجها أبو العباس وعاشت هي وطفليها وطفلي أبو العباس من زواجه السابق سوياً.